# Ngantru (Ngantru)
Ngantru is een bestuurslaag in het regentschap Tulungagung van de provincie Oost-Java, Indonesië. Ngantru telt 4114 inwoners (volkstelling 2010).